# Fossil watch

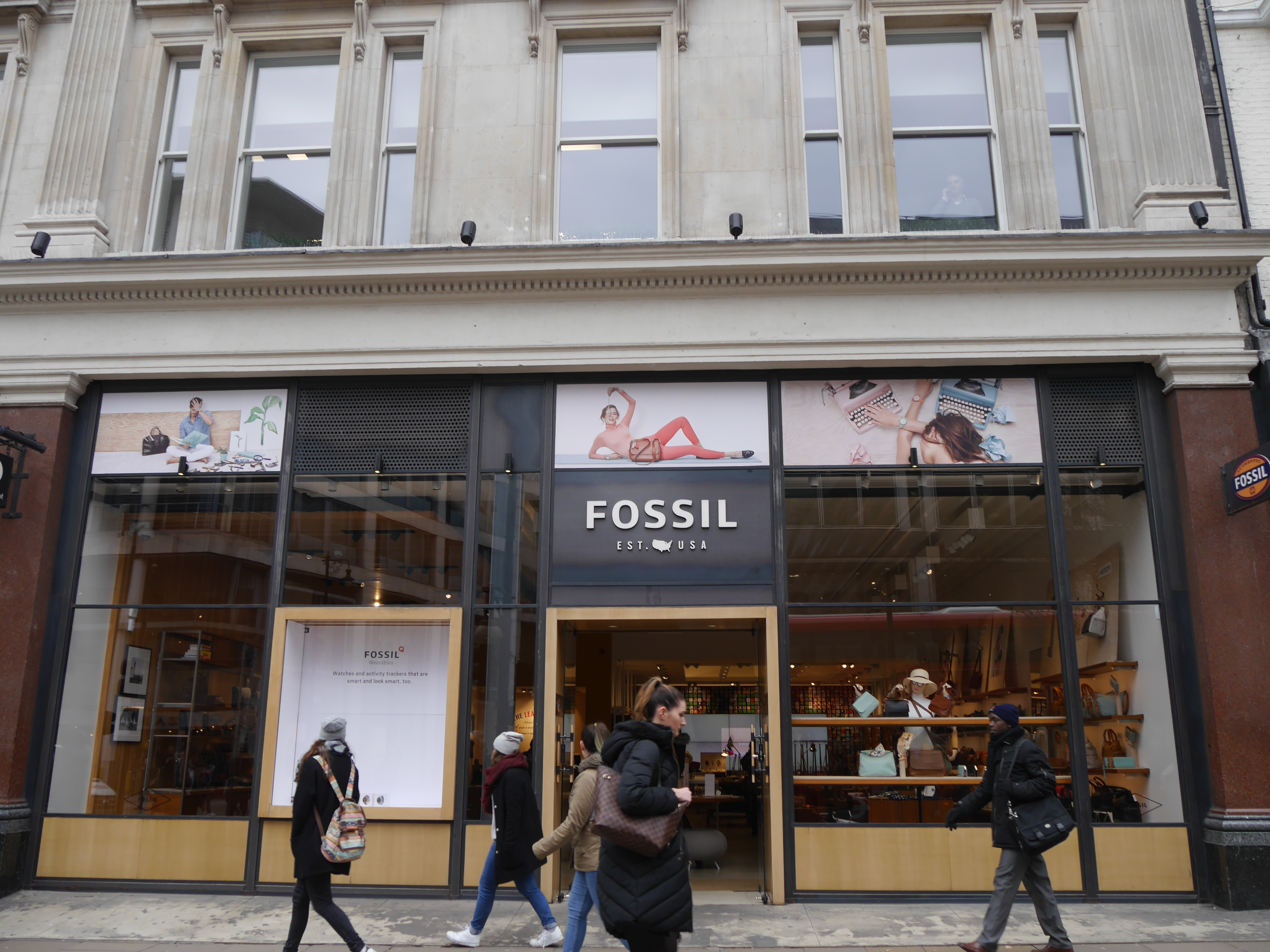
Negozio Fossil, Oxford Street, Londra, 2016

Fossil Group, Inc. è un'azienda statunitense, con sede a Richardson, in Texas, impegnata nel settore della moda e dell'orologeria. Fondata nel 1984 da Tom Kartsotis è proprietaria dei marchi Fossil, Relic, Michele Watch, Skagen Denmark, Misfit, WSI e Zodiac Watches . Fossil produce anche accessori su licenza per marchi come BMW, Puma, Emporio Armani, Michael Kors, DKNY, Diesel, Kate Spade New York, Tory Burch, Chaps e Armani Exchange .
Le azioni dell'azienda appartengono per il 12,5% circa a Kosta Kartsotis, fratello di Tom Kartsotis e CEO. Il nome dell'azienda è il soprannome che i fratelli avevano dato al padre.

## Storia dell'azienda
Fossil è stata fondata nel 1984 come Overseas Products International da Tom Kartsotis, un ex studente della Texas A&M University che vive a Dallas. Kosta Kartsotis, un dirigente del merchandising presso Sanger-Harris, illustrò al fratello minore Tom i potenziali grandi profitti realizzabili importando beni al dettaglio realizzati nell'Estremo Oriente, in particolare importando orologi alla moda a prezzi moderati. Il loro prodotto principale erano orologi alla moda dal look retrò e nel 1990 hanno introdotto la pelletteria con il marchio Fossil e la linea di orologi Relic.
Fossil ha avuto la sua offerta pubblica iniziale nel 1993.
Nel 2001 Fossil, con l'obiettivo di stabilire una base in Svizzera, acquistò dal gruppo Genender International il marchio Zodiac Watches, attivo dal 1882, per 4,7 milioni di dollari. Dopo l'acquisto la linea venne completamente rivista per ottenere un orologio di fascia alta con uno stile retrò moderno degli anni '70.
L'acquisto di Michele Watch, avvenuto nel 2004, ha completato il ciclo offrendo un orologio svizzero di fascia alta con un tocco di design.
Nel settembre 2007, Fossil è stato accusato di aver violato un brevetto di proprietà di Financial Innovations Systems, LLC. La causa, intentata nel distretto settentrionale del Texas, è stata chiusa tramite un risarcimento di entità sconosciuta e archiviata poco dopo.
Fossil acquistò la catena di negozi Watch Station International da Luxottica / Sunglass Hut nel dicembre 2007.
Fossil ha studi di design a Bienne, in Svizzera, vicino a Rolex, mentre la produzione è effettuata in Cina e i centri di distribuzione sono a Dallas, in Germania e in Asia.
Nel 2012 Fossil, Inc. ha acquisito Skagen Designs e alcuni dei suoi partner, l'entità dell'accordo è stata un totale di 225 milioni di dollari in contanti e 150.000 azioni Fossil. Il valore totale pagato da Fossil è pari a $ 236,8 milioni circa.
All'inizio del 2013, Fossil ha introdotto la sua linea di orologi di lusso prodotti in Svizzera chiamata "Fossil Swiss" .
Con l'obiettivo di incorporare la tecnologia Misfit in orologi dall'aspetto tradizionale Fossil ha acquisito, nel novembre 2015, Misfit per $ 260 milioni.
Nel 2021 l'azienda ha ridotto da 10.200 a 7.500 il numero di dipendenti.

## Prodotti su licenza

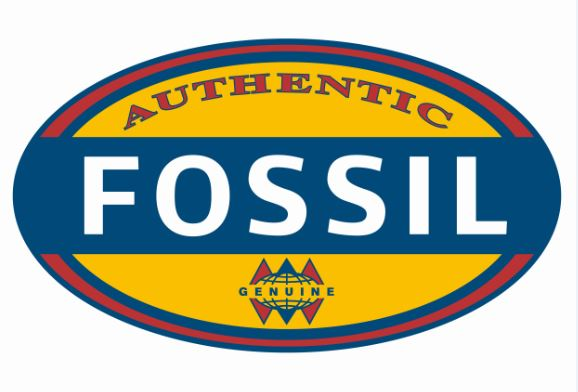
Il vecchio logo del Gruppo Fossil

Grazie ai successi ottenuti con i propri marchi Fossil ha potuto chiudere una serie di accordi per la produzione di orologi su licenza. Nel 2001, Fossil ha collaborato con il designer Philippe Starck per creare la collezione di orologi Starck with Fossil. La collezione presenta design ultramoderni e movimenti unici. Altre collaborazioni includono Burberry, DKNY, Emporio Armani, Armani Exchange, Columbia Sportswear, Diesel, Frank Gehry, Karl Lagerfeld, Tory Burch, Kate Spade, Michael Kors, Callaway Golf, Davis Cup, Marc di Marc Jacobs, Skagen Designs, Michele e Adidas . Fossil, che per è produttore dei propri orologi, progetta e produce anche i propri movimenti sotto la linea Fossil Twist.

## Prodotti speciali

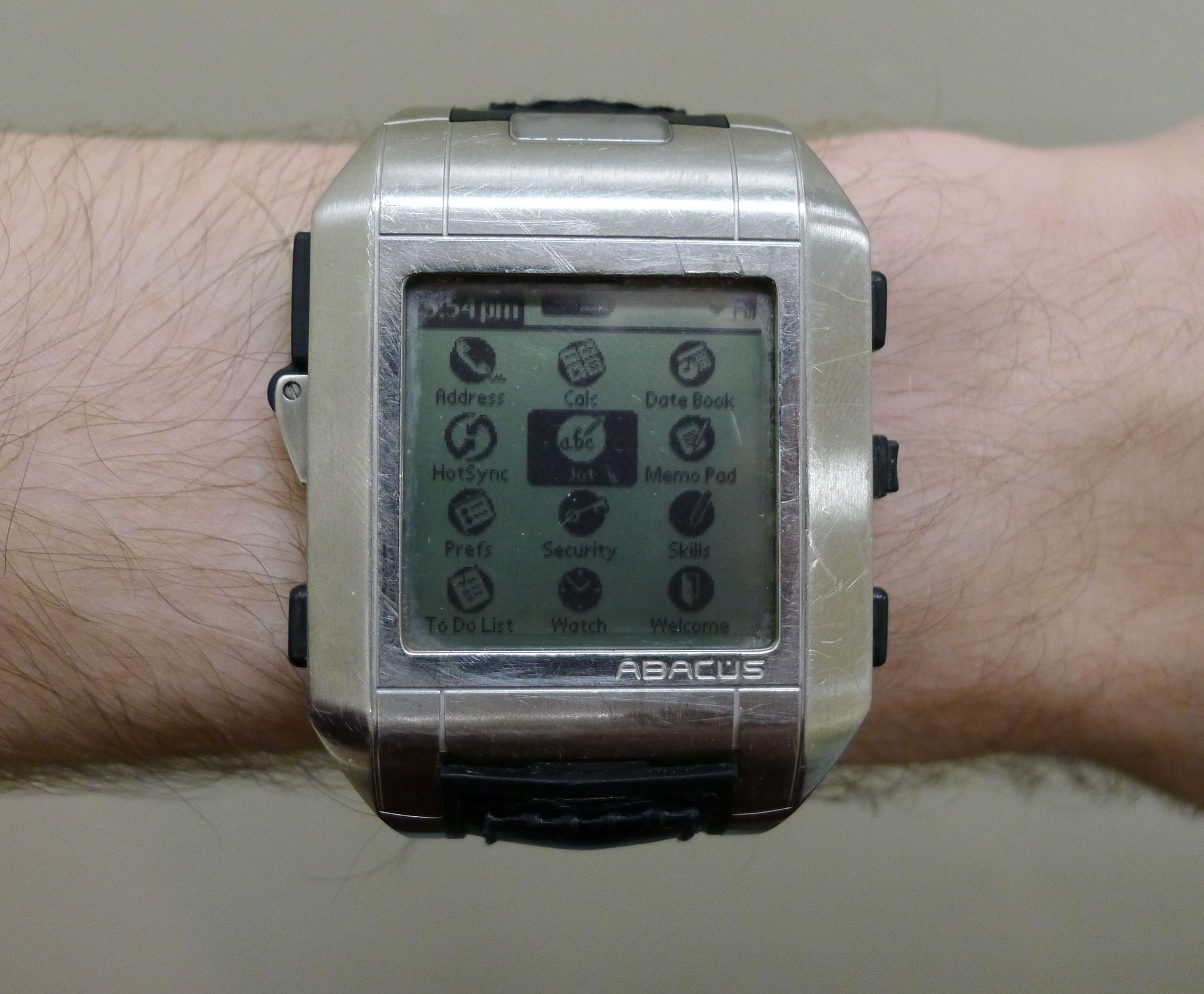
Il Fossil Wrist PDA presentato nel 2003, che utilizza Palm OS

Inoltre, l'azienda produce oggetti da collezione, alcuni dei quali ispirati a film popolari o personaggi della cultura pop tra cui: Superman; Batman; Wonder Woman; Elvis Presley; Pirati dei Caraibi; Flash; Lanterna Verde; Snoopy, Pokémon; Guerre stellari; Cronache di Narnia; Cars; e Matrix.
Nel 2003 la società ha presentato il computer da polso " Fossil Wrist PDA ", un PDA, indossabile come un orologio, basato su Palm OS. Mentre nel 2006 Fossil ha rilasciato un orologio Caller ID.
Nel 2006, Fossil ha collaborato con la National Football League negli Stati Uniti per realizzare la collezione ufficiale di orologi per ogni squadra. Confermando la tendenza a rivolgersi anche a mercati speciali interessati a prodotti personalizzati.

## Premi
Fossil, nella sesta edizione DFWIMA Excellence in Interactive Marketing tenutasi nel 2006, ha vinto premi per "Most Effective Use of Online Creative" e "Best of Show".
Fossil è stata anche votata, nel Regno Unito, come una delle 100 migliori aziende per cui lavorare nel 2013 e nel 2015.
Nel 2016, Fossil ha vinto la Fashion Tech Collection of the Year .
I loro smartwatch analogici si estendono attraverso i loro marchi in licenza come Diesel, Emporio Armani, Michael Kors e Kate Spade .